# 디터 시도어
디터 시도어(독일어: Dieter Schidor, 1948년 3월 6일~1987년 9월 17일)는 독일의 배우이다.

## 작품 목록

### 영화
- 터미너스 (1986년)
- 쿼렐리 (1982년)
- 포뮬라 (1980년)
- 여인의 빛 (1979년)
- 히틀러의 아들 (1978년)
- 철십자 훈장 2 (1978년)
- 철십자 훈장 (1977년)
- 색깔 속의 흑백 (1976년)